# Caloplaca cladodes
Caloplaca cladodes är en lavart som först beskrevs av Edward Tuckerman, och fick sitt nu gällande namn av Alexander Zahlbruckner. Caloplaca cladodes ingår i släktet orangelavar,  och familjen Teloschistaceae.   Inga underarter finns listade.